# Konceptuální album
V oblasti populární hudby má většina alb charakter souhrnných kolekcí jednotlivých písní, jejichž návaznost zpravidla závisí na dodatečně vytvořené kompoziční osnově. Existují však i alba, která vznikala na základě celistvé, předem vytvořené koncepce. Návaznost jednotlivých písní je zde tedy mnohem těsnější a album nese znaky strukturně propracovaného celku, kroužícího kolem jednoho tematického ohniska (nebo podle několika navzájem úzce propojených témat či motivů dílčích). Znaky konceptuálního alba nesou i díla, která v tomto kontextu obvykle zmiňována nebývají, a pokud ano, pak s jistým definičním omezením: například první dvě alba The Doors – The Doors a Strange Days (obě 1967), beatlesovské Abbey Road (1969) nebo OK Computer skupiny Radiohead (1997). Za zlatý věk konceptuálních alb lze považovat 60. a 70. léta.

## Nejznámější konceptuální alba hudební historie (řazeno chronologicky)
- Pet Sounds – The Beach Boys (1966)
- Freak Out! – The Mothers of Invention (1966)
- Sgt. Pepper's Lonely Hearts Club Band – The Beatles (1967)
- Astral Weeks – Van Morrison (1968)
- The Kinks Are the Village Green Preservation Society – The Kinks (1968)
- We're Only in It for the Money – The Mothers of Invention (1968)
- Tommy (album bývá též označováno jako „rocková opera“) – The Who (1969)
- Arthur (Or the Decline and Fall of the British Empire) – The Kinks (1969)
- What's Going on – Marvin Gaye (1971)
- The Rise and Fall of Ziggy Stardust and the Spiders from Mars – David Bowie (1972)
- The Dark Side of the Moon – Pink Floyd (1973)
- Quadrophenia – The Who (1973)
- The Wall – Pink Floyd (1979)
- Seventh Son of a Seventh Son – Iron Maiden (1988)
- Operation: Mindcrime – Queensrÿche (1988)
- The Crimson Idol – W.A.S.P. (1990)
- Still Not Black Enough – W.A.S.P. (1995)
- Crimson – Edge of Sanity (1996)
- Metropolis Pt. 2: Scenes from a Memory – Dream Theater (1999)
- Discovery – Daft Punk (2001)
- A Matter of Life and Death – Iron Maiden (2006)
- The Black Parade – My Chemical Romance (2006)
- Nostradamus – Judas Priest (2008)
- Danger Days: The True Lives of the Fabulous Killjoys – My Chemical Romance (2010)
- Amo – Bring Me The Horizon (2019)

## Česká konceptuální alba
- Kuře v hodinkách – Flamengo (1971)
- Mauglí – Barnodaj (1978)
- Dialog s vesmírem – Progres 2 (1980)
- Třetí kniha džunglí – Progres 2 (1982)
- Nanoalbum – Tata Bojs (2004)
- Dost už bylo gest – zakázanÝovoce (2010)
- Prázdniny na Zemi? – Olympic (1980)
- Ulice – Olympic (1981)
- Laboratoř – Olympic (1984)
- Kosmický Žirafáč – Jaroslav Noga (2016)